# Hermanas de la Adoración Perpetua del Santísimo Sacramento
Las Hermanas de la Adoración Perpetua del Santísimo Sacramento (oficialmente en francés: Sœurs de l'Adoration du Très Saint-Sacrement) son una congregación religiosa católica femenina de derecho pontificio, fundada por el sacerdote francés François-Marie Langrez, en Quimper, en 1821. Las religiosas de este instituto son conocidas como hermanas de la adoración perpetua.

## Historia
François-Marie Langrez, con la ayuda de Marguerite Le Maìtre, una muchacha de servicio, se dedicó al cuidado de los niños huérfanos. En su casa formaron un oratorio provisto de un dormitorio con 30 camas. En 1821, Mère Olympe de Moelien se unió al proyecto iniciando con ella la obra de fundación de una congregación religiosa dedicada al cuidado del oratorio para los huérfanos, la cual solo tuvo forma y reconocimiento en la diócesis de Quimper hasta 1833. El 20 de enero de 1835, Mère Olympe, Marguerite Le Maìtre y sus compañeras vistieron el hábito de la nueva congregación a la que llamaron Hermanas de la Adoración del Santísimo Sacramento. Solo hasta 1836 les fue permitido tener capilla para la adoración perpetua.
El obispo de Quimper, Jean-Marie Graveran aprobó el instituto como congregación de derecho diocesano, el 27 de marzo de 1845, hasta que el paso a ser de derecho pontificio con la aprobación del papa Pío IX, mediante decreto pontificio de alabanza del 27 de marzo de 1874. Sus constituciones fueron aprobadas definitivamente por la Santa Sede el 24 de marzo de 1947.
A causa de la falta de vocaciones y el envejecimiento de las religiosas actuales, existen propuestas de unión con las Hermanas de la Inmaculada Concepción de Saint-Méen-le-grand.

## Organización
El gobierno de la congregación es centralizado y recae en la persona de la superiora general. La casa general se encuentra en Guipavas (Francia). Las hermanas de la adoración perpetua se dedican a la adoración del Santísimo Sacramento y a la atención de niños huérfanos. En 2015, eran unas 16 religiosas en cuatro casas, presentes todas en Francia.